# Secorún
Secorún (aragonesisch Secrún) ist ein spanischer Ort in der Provinz Huesca der Autonomen Gemeinschaft Aragonien. Secorún, im Pyrenäenvorland liegend, gehört zur Gemeinde Sabiñánigo. Der Ort hat seit Jahren keine Einwohner mehr.
Der Ort liegt etwa 37 Straßenkilometer südöstlich von Sabiñánigo und ist über die A1604 zu erreichen.

## Geschichte
Der Ort wurde im Jahr 1036 erstmals urkundlich erwähnt.

## Sehenswürdigkeiten
- Kirche Santiago in ruinösem Zustand